# Vârcolac
Vârcolacul este, în mitologia românească, o ființă fabuloasă, un demon care mănâncă Soarele și Luna, generând în acest fel fazele Lunii și eclipsele. Multiplele reprezentări ale acestei creaturi, de la animale reale (lupi, câini), la cele fantastice (zmei, balauri) au condus la un mister asupra formei demonului. Vârcolacul este reprezentarea răului care disturbă ordinea firească a lumii, iar orice abatere de la ordinea stabilită de comunitate poate genera un vârcolac. Astfel, vârcolacii, ca și strigoii sau moroii, pot proveni din foarte multe surse, precum: copiii nebotezați, născuții cu anomalii, oameni care și-au ucis un frate sau o soră, sau chiar o acțiune contrară unei tradiții poate genera un vârcolac. Omul-vârcolac se va transforma în timpul unei eclipse, iar de cele mai multe ori, sufletul său este cel care va urca în cer și va mânca Soarele sau Luna. Dacă legătura sufletului cu trupul este întreruptă în timpul transformării, sufletul este pierdut pe vecie. De asemenea, credința în vârcolaci a fost atestată în toate zonele etnografice românești.

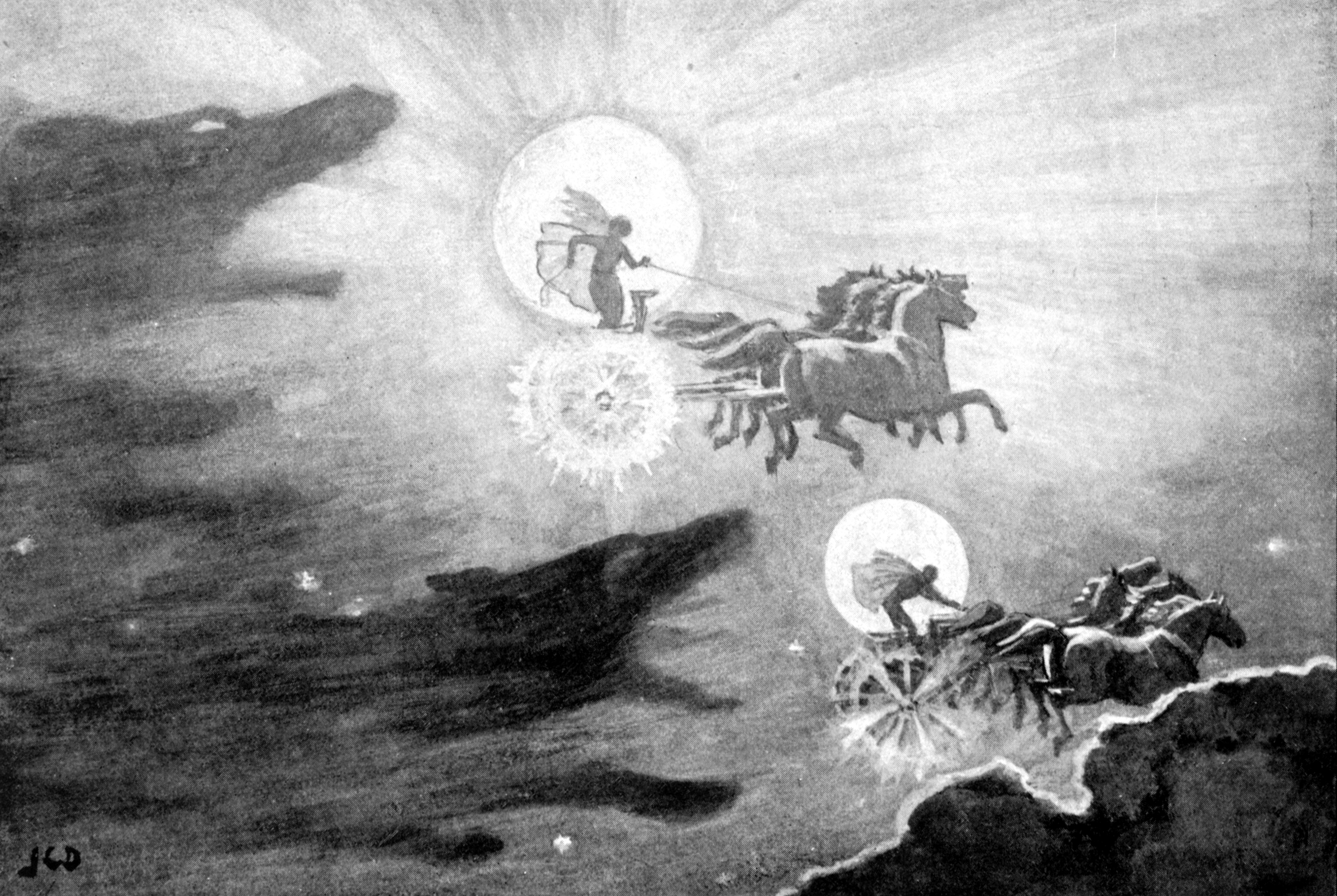
Sköll este un demon care mănâncă Soarele și Luna (în mitologia nordică)

Etimologia cuvântului pare a proveni din bulgară sau sârbă, din vylx + dlaka ce însemna cu păr de lup. Mitologia strămoșilor daco-geți pare a fi influențat, de asemenea, mitologia românească, mai ales prin cultul lupului, care este legat și de creatura vârcolac. De cele mai multe ori era suficient ca Luna să aibă o culoare roșiatică, pentru ca românul să tragă concluzia că vârcolacul mănâncă Luna iar sângele astrului se prelinge printre colții făpturii. Modurile de alungare sunt numeroase și implică de obicei zgomotele de metale, cum ar fi tragerea clopotelor sau baterea fiarelor între ele. În literatura română, au explorat motivul vârcolacului scriitorii Iosif Vulcan (în nuvela Pricoliciul), Vasile Voiculescu (în povestirea Schimnicul), Bogdan Suceavă (în nuvela fantastică Miruna, o poveste) și Oliviu Crâznic (în romanul gotic ...Și la sfârșit a mai rămas coșmarul și în colecția de povestiri Ceasul fantasmelor).

## În cultura populară
În folclorul occidental, un vârcolac (din engleza veche werwulf „om-lup”) sau, ocazional, licantrop (din greaca veche λυκάνθρωπος, lykánthrōpos, „lup-om”) este un individ care se poate transforma într-un lup, un hibrid sau o creatură asemănătoare după ce asupra lui a fost aruncat un blestem sau a avut o suferință, adesea o mușcătură sau o zgârietură ocazională din partea unui alt vârcolac, transformările având loc noaptea când este lună plină. Sursele timpurii pentru credința în această abilitate sau suferință, numită licantropie, sunt Petroniu (27–66) și Gervasius de Tilbury (1280–1285).